# Syngnathus safina
 Syngnathus safina es una especie de pez de la familia Syngnathidae en el orden de los Syngnathiformes.

## Reproducción
Es ovovivíparo y el macho transporta los huevos en una bolsa ventral, la cual se encuentra debajo de la cola.

## Hábitat
Es un pez de mar y demersal de clima tropical.

## Distribución geográfica
Se encuentra en el Golfo de Aqaba.